# Juan María Bandrés
Juan María Bandrés Molet (San Sebastián, 12 de fevereiro de 1932 - 28 de outubro de 2011) é um advogado e político espanhol. Foi senador das Cortes constituintes em 1977 e deputado do partido Euskadiko Ezkerra.